# Ilybiosoma flohrianum
Ilybiosoma flohrianum är en skalbaggsart som först beskrevs av Sharp 1887.  Ilybiosoma flohrianum ingår i släktet Ilybiosoma och familjen dykare. Inga underarter finns listade i Catalogue of Life.